# Trudoliubove, Simferopol
Trudoliubove (în ucraineană Трудолюбове) este un sat în comuna Ciîstenke din raionul Simferopol, Republica Autonomă Crimeea, Ucraina.

## Demografie
Componența lingvistică a localității Trudoliubove
     Rusă (69,35%)
     Tătară crimeeană (27,24%)
     Ucraineană (3,1%)
     Alte limbi (0,31%)
Conform recensământului din 2001, majoritatea populației localității Trudoliubove era vorbitoare de rusă (69,35%), existând în minoritate și vorbitori de tătară crimeeană (27,24%) și ucraineană (3,1%).